# Oreopsyche falsevocata
Oreopsyche falsevocata är en fjärilsart som beskrevs av Jean Bourgogne 1979. Oreopsyche falsevocata ingår i släktet Oreopsyche och familjen säckspinnare. Inga underarter finns listade i Catalogue of Life.